# Казангуловский сельсовет
Казангу́ловский сельсовет — муниципальное образование в Давлекановском районе Башкортостана.
Административный центр — село Казангулово.

## История
Статус и границы сельского поселения установлены Законом Республики Башкортостан от 17 декабря 2004 года № 126-З «О границах, статусе и административных центрах муниципальных образований в Республике Башкортостан».
Закон Республики Башкортостан «Об изменениях в административно-территориальном устройстве
Республики Башкортостан, изменениях границ и преобразованиях муниципальных образований в Республике Башкортостан», ст. 1, ч. 192 (часть сто девяносто шестая введена Законом РБ от 29.12.2006 № 404-З) гласит:

192. Изменить границы Казангуловского и Михайловского сельсоветов Давлекановского района согласно представленной схематической карте, передав железнодорожные будки 1533 км, 1536 км и 1539 км Казангуловского сельсовета в состав территории Михайловского сельсовета. 
— Закон Республики Башкортостан «Об изменениях в административно-территориальном устройстве в Республике Башкортостан»
.

## Население
| 2002  | 2009  | 2010  | 2012  | 2013  | 2014  | 2015  |
| ----- | ----- | ----- | ----- | ----- | ----- | ----- |
| 1212  | ↗1248 | ↗1283 | ↘1232 | ↘1217 | ↘1170 | ↘1123 |
| 2016  | 2017  |       |       |       |       |       |
| ↘1108 | ↘1100 |       |       |       |       |       |

## Состав сельского поселения
| № | Населённый пункт | Тип населённого пункта       | Население |
| - | ---------------- | ---------------------------- | --------- |
| 1 | Казангулово      | село, административный центр | ↗441      |
| 2 | Новояппарово     | село                         | ↘408      |
| 3 | Старояппарово    | село                         | ↘242      |
| 4 | Исмагилово       | село                         | ↗150      |
| 5 | Калиновка        | деревня                      | ↗42       |